# Nellie Casman

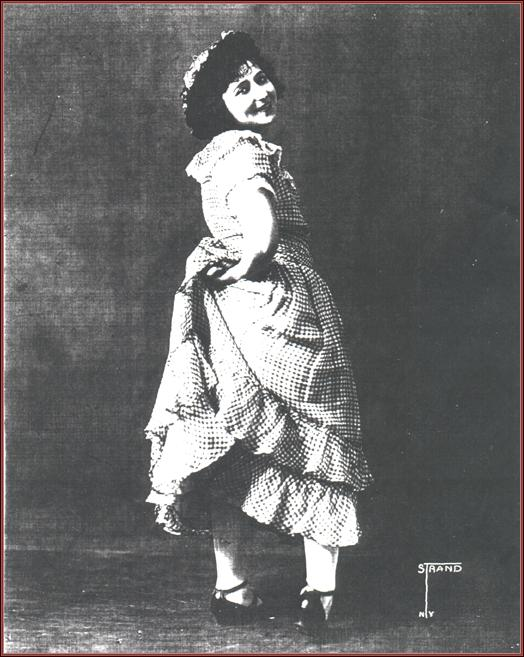
Nellie Casman

Nellie Casman, née en 1896 à Proskouriv, aujourd'hui en Ukraine, et décédée le 27 mai 1984 à New York, était une chanteuse et actrice yiddish aux États-Unis.
Nellie Casman vint aux États-Unis dans les premières années du XXe siècle et commença à jouer encore enfant dans le théâtre yiddish. Elle joua à New York, en Europe et en Amérique du Sud dans des spectacles tels que The Girl from Argentina et The Drunkard. Elle écrivait des chansons aussi bien que des shows avec son mari, le compositeur Samuel Steinberg. Leur comédie musicale The Showgirl fut jouée par le Shalom Yiddish Musical Comedy Theater au Town Hall de New York en 1982.
Elle joua également dans Die Americaner Rebezin et Dem Klein Khazan et à la télévision américaine. En 1973, elle apparait dans le film français Les Aventures de Rabbi Jacob.